# يحيى الربيعان
يحيى الربيعان يحيى محمد سعد الربيعان، (مواليد الكويت 1362 هـ 1943م / الوفاة الكويت 23 صفر 1439هـ الموافق 12 نوفمبر 2017م) مؤلف وكاتب وصحفي وناشر كويتي من رواد الثقافة الكويتية.

## نشأته والسيرة الثقافية
يحيى محمد سعد الربيعان، من مواليد العاصمة الكويت، هو كاتب وراوي وصحفي كويتي كانت بدايتة في تأليف الكتب في السبعينيات وأول مؤلفاتة كتاب للشاعر محمد بن لعبون.التحق بالجيش الكويتي في عام 1961 ثم عمل في مجلس الوزراء عام 1964، وفي عام 1967 انتقل للعمل في مكتب سمو ولي العهد ورئيس مجلس الوزراء وكان سكرتير صحافي في فريق عمل في لجنة الفنون والآداب، وفي عام 1975 انتدب إلى المجلس الوطني للثقافة وعمل في البداية، ثم عُين أول مدير لمعرض الكتاب الأول عام 1975، واستمر فيه 11 عاما لغاية عام 1986. وتفرغ للكتابة والنشر الّف العديد من الكتب والمقالات في مختلف المجالات. 
- أسس مطبعة الربيعان للطباعة والنشر.

## من مؤلفاته
- كتاب محمد بن لعبون
- كتاب الخيول الجامحة
- كتاب الطباعة والنشر في الكويت نشأتها وتطويرها
- كتاب فيصل الدويش والاخوان
- كتاب تفاصيل معركة الجهراء وفيصل الدويش
- كتاب من أيام زمان
- كتاب انطباعات بأثر رجعي
- كتاب راكان بن حثلين

## الوفاة
رحل الكاتب والناشر الأستاذ يحيى محمد الربيعان عن عمر يناهز 74 عاما. يوم 23 صفر 1439هـ الموافق 12 نوفمبر 2017م.